# Templo Conventual de San Joaquín y Santa Ana (Puebla)
El Templo Conventual de San Joaquín y Santa Ana es un convento de monjas capuchinas ubicado en la Puebla de los Ángeles. Dentro del mismo se encuentra un interesante ícono llamado El Niño Cieguito.

## Historia
A finales del siglo XVII, Doña Ana Francisca Zúñiga y Córdoba, viuda del gobernador de Veracruz, el general Diego Lagarchi, donó su casa para la fundación de un convento de monjas capuchinas. Obtuvo una real cédula en 1699 del Monasterio de Jesús María de Granada, autorizando la fundación, y una bula papal más el decreto real haciendo lo propio el 17 de agosto de 1703. En 1704 tomaron las monjas posesión del convento, procedientes originalmente del de San Juan de la Penitencia de México. Fue consagrado por el Obispo Auxiliar don Miguel Anselmo de Abreu y Valdez el 27 de septiembre de 1761; tiene la fachada principal hacia el poniente, y al lado sur se conserva todavía el antiguo convento de monjas Capuchinas de la Orden de San Francisco, rama de las religiosas clarisas que reformó Santa Coleta. Está ubicado en las calles 9 poniente y 16 de septiembre de la Ciudad de Puebla. La iglesia conventual posee un pequeño atrio y sólo una entrada, ya que la puerta procesional fue clausurada, como se puede ver desde el exterior. En la fachada se encuentra una escultura de Santa Ana, patrona del convento junto con su esposo San Joaquín, padres de la Virgen.

### En el interior
Está decorado con altares neoclásicos dedicados a la Virgen de la Luz, San Francisco de Asís, la Inmaculada Concepción, la Virgen del Perpetuo Socorro, el EcceHomo, Santa Coleta, patrona de las Capuchinas y San José. Alternando los altares se encuentran esculturas de santos franciscanos como Santa Clara, San Antonio de Padua y San Pedro Alcántara. Otros santos presentes que no pertenecen a la orden franciscana son San Juan Berchmans y San Luis Gonzaga, ambos santos jesuitas, San Francisco de Paula, San Carlos Borromeo y San Alfonso María de Ligorio, fundador de la Orden de los Redentoristas. El altar mayor también neoclásico, está actualmente dedicado al Sagrado Corazón de Jesús y a los lados encontramos a los patronos del convento, San Joaquín y Santa Ana.
En la nave, del lado del evangelio se encuentra una urna que guarda la imagen del «Niño Cieguito» quien goza de gran devoción y fama de milagroso. La antigua escultura de este niño se encuentra resguardada dentro del actual convento, anexo a la iglesia. La tradición cuenta que este niño pertenecía a una monja capuchina de Morelia y poseía un par de ojos verdes de vidrio. Un ladrón intentó hurtarlos tomándolos por esmeraldas y al intentar arrancárselos con una daga, la escultura comenzó a sangrar profusamente, hecho que aumentó la fama del niño, atribuyéndole numerosos milagros. El «Niño Cieguito» llega a Puebla por obsequio de la hermana del sacerdote encargado del templo, quien era religiosa capuchina. Actualmente podemos observar la escultura, con los ojos ensangrentados, rodeado de juguetes, cartas y veladoras que colocan los fieles.
En el centro de la nave, del lado de la epístola, encontramos otra pieza importante, el «Cristo del Judío». Esta pintura fue confiscada al judío Diego de Alvarado, al ser sujeto de un juicio de la Santa Inquisición, pues fue acusado de haber doblado el lienzo para utilizarlo como asiento, como lo indica la leyenda que acompaña al crucificado «Este lienzo, de este Señor Crucificado, es el que tenía el judío Diego de Alvarado, sin marco, doblado en cuatro dobleces en un cojín en que se sentaba».

### Actualmente
En la actualidad la veneración que recibe «el niño cieguito» viene de parte de muchos fieles, de varios lugares de la República, es por eso que cada 10 de agosto se le celebra en el templo.